# Château de Saint-Géry
Le château de Saint-Géry est un château situé dans la commune Rabastens dans le département du Tarn, en France et inscrit aux monuments historiques depuis le 9 décembre 1970.

## Situation
Le château est implanté sur la rive droite, dans un méandre du Tarn, sur un plateau qui domine la rive gauche. Ce lieu stratégique permettait de surveiller les alentours et de contrôler le trafic fluvial. 

## Historique
Le document le plus ancien qui atteste la présence du château construit par les seigneurs de Rabastens date de 1229. En 1349, il est confisqué sur ordre de Philippe VI de Valois et donné à Antoine de Baulat qui entame la construction des plus anciennes parties encore existantes. Seule une pierre aux armes des Rabastens témoigne du bâtiment originel.
Un héritier du domaine sert Richelieu comme agent et homme de confiance. Le ministre-cardinal est reçu au château en 1629 et dort dans la chambre qui portera désormais son nom avec son mobilier d'époque. À cette époque le château est agrandi et restauré ; il perd son aspect féodal pour des façades de style Louis XIII.
La famille ruinée vend le domaine en 1728. Le nouveau propriétaire, Jean-Jacques de Rey entreprend des travaux poursuivis par son fils Clément : façade classique dans la cour sur l'aile centrale doublée, comblement des douves. Ce dernier meurt guillotiné à Paris et est enseveli dans la fosse commune du cimetière de Picpus. Exécuté sans prononciation de sentence, ses biens sont rendus à sa famille et le château échappe aux pillages et destructions. Les propriétaires actuels descendent de cette famille. Trois familles ont possédé le domaine sur six siècles, fait assez exceptionnel pour être mentionné.

## Description
Le château comprend trois corps de logis disposés en carré autour de la cour. Le quatrième côté est ouvert sur une avant-cour encadrée de bâtiments annexes. Cette avant-cour offre une vaste esplanade qui met en valeur la façade classique du XVIIIe siècle et l'entrée de la cour marquée par deux sphinx en bord de deux murets. Sur la façade sud, une tour couronnée de mâchicoulis perdure du château du XIVe siècle, comme la chapelle peinte. La façade ouest donne sur une terrasse dominant la rivière. Elle présente une unité de style remarquable de sa construction au XVIIe siècle.
Une grande collection de meubles de diverses époques reflète les modes successives. 

## Visite
Une partie du château est ouverte à la visite du public quelques jours durant la saison estivale. Plusieurs visiteurs de marque ont été accueillis au château parmi lesquels la reine Élisabeth II d'Angleterre et sa mère, la reine mère Elizabeth Bowes-Lyon et des présidents de la République française. Autrefois, outre Richelieu, Jean-François de Lapérouse a été un ami de la famille et le cardinal de Bernis qui a consacré la nouvelle chapelle du XVIIIe siècle.

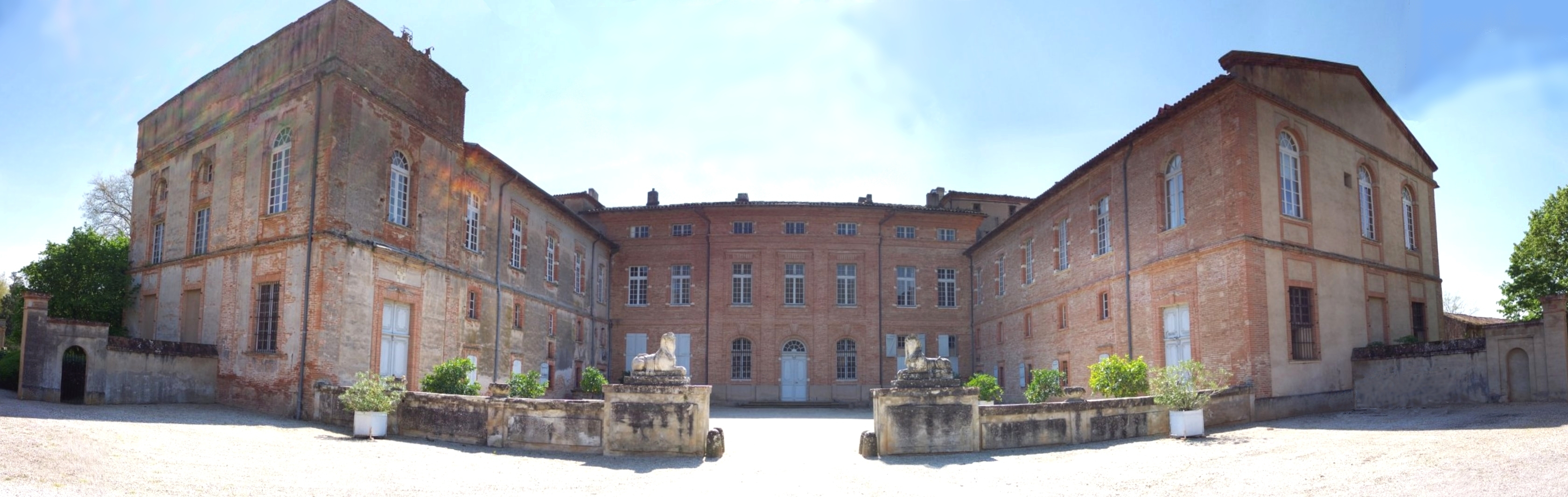